# Buddelundia zebricolor
Buddelundia zebricolor är en kräftdjursart som beskrevs av Henri Dalens 1992. Buddelundia zebricolor ingår i släktet Buddelundia och familjen Armadillidae.

## Underarter
Arten delas in i följande underarter:
- B. z. fulva
- B. z. zebricolor